# سوبر ستريت فايتر 2
سوبر ستريت فايتر II : ذا نيو شاليجير (بالإنجليزية:Super Street Fighter II: The New Challengers) ، هي لعبة إلكترونية من نمط المبارزة، أنتجت من قبل شركة كابكوم اليابانية سنة 1993م، فهذه اللعبة هي نفسها الجزء الثاني ولكنها تطورت لشخصيات جديدة .

## شخصيات قادمة للعبة
توفرت هذه الشخصيات في هذه اللعبة، ومنهم : المحاربة البريطانية كامي ومحارب والممثل من هونغ كونغ في لونغ (شبيه ببروس لي) وغيره
م.

## وصلات خارجية
- سوبر ستريت فايتر 2 على موقع القائمة القاتلة لألعاب الفيديو
- Shoryuken.com (the online center of competitive Street Fighter) نسخة محفوظة 22 أكتوبر 2011 على موقع واي باك مشين.
- سوبر ستريت فايتر 2 guide في موقع ستراتيجي ويكي
- Super Street Fighter II art at FightingStreet.com